# Henri Louis Frédéric de Saussure
Henri Louis Frédéric de Saussure (Ginevra, 27 novembre 1829 – Ginevra, 20 febbraio 1905) è stato un mineralogista ed entomologo svizzero, specializzato soprattutto nello studio di Imenotteri e Ortotteri.
È stato anche un prolifico tassonomista.

## Biografia

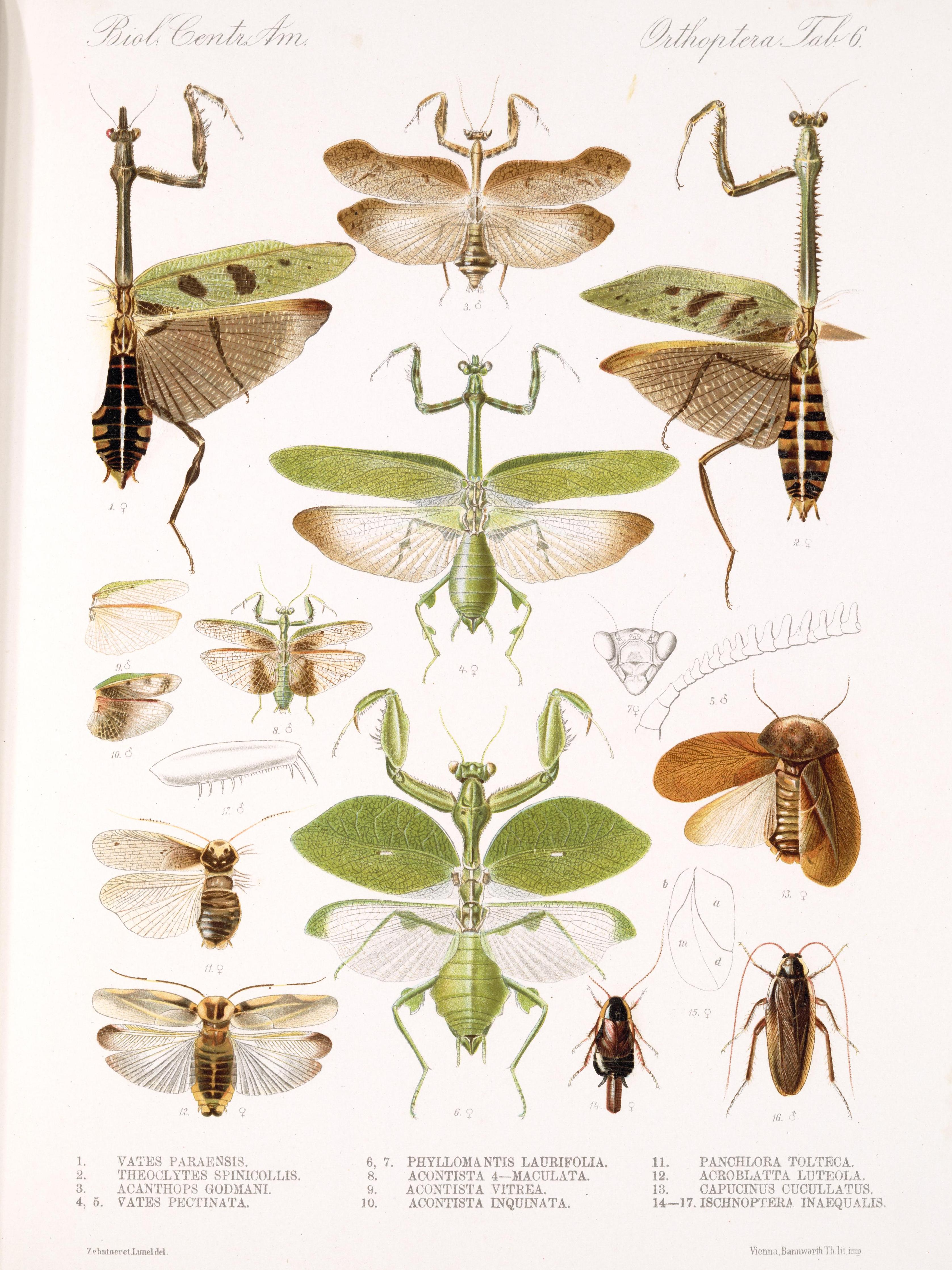
Tavola tratta da Biologia centrali-americana. Insecta. Orthoptera.

Effettuò gli studi elementari a Briquet, presso l'Istituto diretto da Philipp Emanuel Von Fellenberg. Fu Fellenberg stesso a presentarlo al naturalista François Jules Pictet de la Rive, il quale lo introdusse nello studio dell'entomologia. Dopo alcuni anni di studio a Parigi, dove si diplomò, si iscrisse all'Università di Gießen, laureandosi.
I suoi studi riguardarono soprattutto gli Imenotteri e gli Ortotteri. La sua prima pubblicazione, del 1852, riguardava le vespe solitarie.
Nel 1854 viaggiò attraverso le Indie occidentali, spostandosi poi in Messico e negli Stati Uniti, dove incontrò Louis Agassiz.
Tornò in Svizzera nel 1856 portando con sé una vasta collezione di specie americane di insetti, miriapodi, crostacei, insetti e mammiferi.
Molto interessato anche a geografia, geologia ed etnologia, nel 1858 fondò la Società Geografica di Ginevra.
Fu anche uno degli esperti della commissione del Museo di Storia Naturale di Ginevra, dove si assicurò che le sue collezioni di Imenotteri e Ortotteri fossero tra le migliori al mondo.
Nel 1872 venne eletto membro onorario della Società Entomologica di Londra.
Ebbe nove figli, tra cui il celebre linguista Ferdinand de Saussure, il primogenito, e René de Saussure.

## Pubblicazioni

### Imenotteri
- Études sur la Famille des Vespides. 1. Monographie des Guêpes solitaires, ou de la Tribu des Euméniens, comprenant la Classification et la Description de toutes les Espèces connues jusqu'à ce Jour, et servant de complément au Manuel de Lepeletier de Saint Fargeau. Paris: Masson pp. 1–128 pls ii-v, vii, x, xiv (1852).
- Note sur la tribu des Masariens et principalement sur le Masaris vespiformis. Ann. Soc. Entomol. Fr. (3) 1: xvii-xxi (1853).
- Études sur la Famille des Vespides. 2. Monographie des Guêpes Sociales, ou de la Tribu des Vespiens, ouvrage faisant suite à la Monographies des Guêpes Solitaires. Paris: Masson pp. 1–96 pls 2-8, 13 (1853).
- Études sur la Famille des Vespides. Troisième Partie comprenant la Monographie des Masariens et un Supplément à la Monographie des Eumeniens. Paris: Masson pp. 1–48 pls i-v (1854).
- Études sur la Famille des Vespides. 2. Monographie des Guêpes Sociales, ou de la Tribu des Vespiens, ouvrage faisant suite à la Monographies des Guêpes Solitaires. Paris: Masson pp. 97–256 pls 9-12, 14-18, 20-24, 27-33 (1854).
- Études sur la Famille des Vespides. Troisième Partie comprenant la Monographie des Masariens et un Supplément à la Monographie des Eumeniens. Paris : Masson pp. 49–288 pls vi-xiv (1855).
- Études sur la Famille des Vespides. Troisième Partie comprenant la Monographie des Masariens et un Supplément à la Monographie des Eumeniens. Paris: Masson pp. 289–352 pls xv-xvi (1856).
- Mélanges hyménoptérologiques. Extrait du Tome XIV des "mémoires de la Société de Physique ecc. Genève, Cherbuliez, Paris, Masson. 1854.
- Mélanges hyménoptérologiques. Mém. Soc. Phys. Hist. Nat. Genève 17: 171-244 (1863).
- Hymenoptera. In, Reise der österreichischen Fregatte Novara um die Erde in den Jahren 1857, 1858, 1859 den unter den Befehlen des Commodore B. von Wüllerstorf-Urbair. Zoologischer Theil. Wien: K-K Hof- und Staatsdrückerei Vol. 2(1a). 138 pp. (1867).

### Ortotteri
- Essai d'un système des Mantides. Mitt. Schweiz. Entomol. Ges. 3: 49-73 (1869).
- Additions au système des Mantides. Mitt. Schweiz. Entomol. Ges. 3: 221-244 (1870).
- Mélanges Orthoptérologiques. Fasc. 3. Mem. Soc. Phys. Hist. Nat. Genève 21(1): 1-214 (1871).
- Mélanges Orthoptérologiques. Fasc. 3. Mem. Soc. Phys. Hist. Nat. Genève 21(1): 1-214 (1871).
- Mélanges Orthoptérologiques. Supplément au IIIme Fascicule. Mem. Soc. Phys. Hist. Nat. Genève 21(1): 239-336 (1871).
- Mélanges Orthoptérologiques. Fasc. 4. Mem. Soc. Phys. Hist. Nat. Genève 23: 1-160 (1872).
- with Auguste Bormans, comte de, Lawrence Bruner; Frederick Du Cane Godman, Osbert Salvin, Albert P Morse, Alphonse Pictet, Robert Walter, Campbell Shelford, Leo Zehntner Biologia centrali-americana. Insecta. Orthoptera London, Published for the editors by R.H. Porter 1893-1909.
- Saussure, H. de & Zehntner, L. Histoire naturelle des Blattides et Mantides. pp. 147–244 in * Grandidier. A. (ed.) Histoire Physique, Naturelle et Politique de Madagascar. Paris: Librairie Hachette et Cie Vol. 23 Orthoptères (1895).